# Pedro Pablo Mujica Carassa
Pedro Pablo Agustín Mujica Carassa (Lima, 29 de junio de 1875-21 de julio de 1933).
Alcalde de Lima (1920-1921). Hijo de Elías Mujica y Trasmonte y Micaela de los Santos Carassa Mena. Casó el 12 de septiembre de 1909 con Luisa Álvarez Calderón Castagnini. Fue padre de Pedro Mujica Álvarez Calderon quien fue alcalde del distrito de Ancón y abuelo de: Pilar, Anunciata, Aracelli, Vasco, Pedro, Mariana y Soledad Mujica. Desde 1920 hasta 1921, se desempeñó como alcalde de Lima Metropolitana.
- Datos: Q6069706